# Simon Tahamata
Simon Melkianus Tahamata, né le 26 mai 1956 à Vught aux Pays-Bas, est un ancien footballeur international néerlandais originaire des îles Moluques.
Il a été naturalisé belge en 1990.

## Carrière
- 1976-1980 : Ajax Amsterdam  Pays-Bas
- 1980-1984 : Standard de Liège  Belgique
- 1984-1987 : Feyenoord Rotterdam  Pays-Bas
- 1987-1990 : K Beerschot VAC  Belgique
- 1990-1996 : KFC Germinal Ekeren  Belgique

## Palmarès
- 22 sélections et 2 buts avec l'équipe des Pays-Bas entre 1979 et 1986.
- Prix du Fair-Play en 1994 et 1995.